# Temples d'État des rois khmers
Sur une stèle trouvée au Prasat Sdok Kok Thom, une inscription datée du XIe siècle relate que le roi khmer Jayavarman II (environ 770-830), qui, selon cette inscription, venait de "Javā", se serait installé sur le mont Mahendra (qui correspond au Phnom Kulen), aurait fait procéder à un rituel pour rendre le pays des Kambuja indépendant de "Javā" et qu'il n'y ait plus qu'un souverain universel, un cavakravartin ; il fonda ensuite le culte du devarāja, concept autour duquel s'organisera la monarchie khmère. Jayavarman commencera la construction du temple-montagne du Bakong à Hariharalaya que son successeur, Indravarman Ier achèvera, déclarera Temple d'État et où régnera le devarāja. Par la suite, les successeurs d'Indravarman Ier, en changeant de capitale, édifieront de nouveaux Temples d'État. 
| Nom moderne du temple | Roi s'attribuant la construction | Inauguration            | Notes                                                                                                  |
| --------------------- | -------------------------------- | ----------------------- | --- |
| Bakong (Roluos)       | Indravarman Ier                  | 881                     | construction commencée par Jayavarman II ou Jayavarman III ; tour reconstruite au début du XIIe siècle |
| Phnom Bakheng         | Yasovarman Ier                   | 893                     | Construction peut-être commencée par Indravarman Ier                                                   |
| Prang (Koh Ker)       | Jayavarman IV                    | ~930                    | |
| Prè Rup               | Rajendravarman II                | 961                     | |
| Ta Kev                | Jayavarman V                     | > 978                   | inachevé                                                                                               |
| Baphûon               | Udayadityavarman Ier             | < 1066                  | Construction peut-être commencée par Suryavarman Ier                                                   |
| Angkor Vat            | Suryavarman II                   | 2e quart du XIIe siècle | Vishnouïte                                                                                             |
| Bayon                 | Jayavarman VII                   | Fin XIIe siècle         | bouddhiste                                                                                             |